# یاردویل-گرووویل (نیوجرسی)
یاردویل-گرووویل (به انگلیسی: Yardville-Groveville) یک منطقهٔ مسکونی در ایالات متحده آمریکا است که در شهرستان مرسر، نیوجرسی واقع شده‌است. یاردویل-گرووویل ۹٫۰ کیلومتر مربع مساحت و ۹٬۲۰۸ نفر جمعیت دارد.